# Liste des législatures de l'Ontario
Ceci est une liste des législatures de l'Ontario.

## Législatures
| Législature (élection) | Début/Fin (jour/mois/année) | Parti Gouvernement                      | Premier ministre                                                     | Opposition officielle Chef                                               | Président de la Chambre         |
| ---------------------- | --------------------------- | --------------------------------------- | -------------------------------------------------------------------- | ------------------------------------------------------------------------ | ------------------------------- |
| 1re (1867)             | 03/10/1867 25/02/1871       | Libéral-conservateur                    | John Sandfield Macdonald (1867-1871)                                 | Vacant (1867 - 1869)                                                     | John Stevenson                  |
| 1re (1867)             | 03/10/1867 25/02/1871       | Libéral-conservateur                    | John Sandfield Macdonald (1867-1871)                                 | Libéral : Edward Blake (1869 - 1871)                                     | John Stevenson                  |
| 2e (1871)              | 21/03/1871 23/12/1874       | Libéral                                 | Edward Blake (1871-1872)                                             | Libéral-conservateur puis Conservateur : Matthew Crooks Cameron          |                                 |
| 2e (1871)              | 21/03/1871 23/12/1874       | Libéral                                 | Oliver Mowat (1872-1896)                                             | Libéral-conservateur puis Conservateur : Matthew Crooks Cameron          |                                 |
| 3e (1875)              | 18/01/1875 25/04/1879       | Libéral                                 | Conservateur : Matthew Crooks Cameron, William Ralph Meredith        |                                                                          |                                 |
| 4e (1879)              | 05/06/1879 01/02/1883       | Libéral                                 | Conservateur : William Ralph Meredith                                |                                                                          |                                 |
| 5e (1883)              | 27/02/1883 15/11/1886       | Libéral                                 | Conservateur : William Ralph Meredith                                |                                                                          |                                 |
| 6e (1886)              | 29/12/1886 26/04/1890       | Libéral                                 | Conservateur : William Ralph Meredith                                |                                                                          |                                 |
| 7e (1890)              | 05/06/1890 29/05/1894       | Libéral                                 | Conservateur : William Ralph Meredith                                |                                                                          |                                 |
| 8e (1894)              | 26/06/1894 28/01/1898       | Libéral                                 | Conservateur : William Ralph Meredith, George Marter , James Whitney |                                                                          |                                 |
| 8e (1894)              | 26/06/1894 28/01/1898       | Libéral                                 | Conservateur : William Ralph Meredith, George Marter , James Whitney | Arthur Sturgis Hardy (1896-1899)                                         |                                 |
| 9e (1898)              | 01/03/1898 19/04/1902       | Libéral                                 | Conservateur : James Whitney                                         |                                                                          |                                 |
| 9e (1898)              | 01/03/1898 19/04/1902       | Libéral                                 | Conservateur : James Whitney                                         | George William Ross (1899-1905)                                          |                                 |
| 10e (1902)             | 29/05/1902 13/12/1904       | Libéral                                 | Conservateur : James Whitney                                         |                                                                          |                                 |
| 11e (1905)             | 25/01/1905 02/05/1908       | Conservateur                            | James Whitney (1905-1914)                                            | Libéral : George William Ross, George P. Graham , Alexander Grant MacKay |                                 |
| 12e (1908)             | 08/06/1908 13/11/1911       | Conservateur                            | James Whitney (1905-1914)                                            | Libéral : Alexander Grant MacKay                                         |                                 |
| 13e (1911)             | 11/12/1911 29/05/1914       | Conservateur                            | James Whitney (1905-1914)                                            | Libéral : Newton Wesley Rowell                                           |                                 |
| 14e (1914)             | 29/06/1914 23/09/1919       | Conservateur                            | James Whitney (1905-1914)                                            | Libéral : Newton Wesley Rowell, William Proudfoot                        |                                 |
| 14e (1914)             | 29/06/1914 23/09/1919       | Conservateur                            | William Hearst (1914-1919)                                           | Libéral : Newton Wesley Rowell, William Proudfoot                        |                                 |
| 15e (1919)             | 20/10/1919 10/05/1923       | United Farmers                          | Ernest Charles Drury (1919-1923)                                     | Libéral : Hartley Dewart, Wellington Hay                                 |                                 |
| 16e (1923)             | 25/06/1923 18/10/1926       | Conservateur                            | Howard Ferguson (1923-1930)                                          |                                                                          |                                 |
| 17e (1926)             | 01/12/1926 17/09/1929       | Conservateur                            | Howard Ferguson (1923-1930)                                          |                                                                          |                                 |
| 18e (1929)             | 30/10/1929 16/05/1934       | Conservateur                            | Howard Ferguson (1923-1930)                                          |                                                                          |                                 |
| 18e (1929)             | 30/10/1929 16/05/1934       | Conservateur                            | George Stewart Henry (1930-1934)                                     |                                                                          |                                 |
| 19e (1934)             | 19/06/1934 25/08/1937       | Libéral                                 | Mitchell Hepburn (1934-1942)                                         |                                                                          |                                 |
| 20e (1937)             | 06/10/1937 30/06/1943       | Libéral                                 | Mitchell Hepburn (1934-1942)                                         |                                                                          |                                 |
| 20e (1937)             | 06/10/1937 30/06/1943       | Libéral                                 | Gordon Daniel Conant (1942-1943)                                     |                                                                          |                                 |
| 20e (1937)             | 06/10/1937 30/06/1943       | Libéral                                 | Harry Nixon (mai à août 1943)                                        |                                                                          |                                 |
| 21e (1943)             | 04/08/1943 24/03/1945       | Progressiste-conservateur               | George Drew (1943-1948)                                              |                                                                          |                                 |
| 22e (1945)             | 04/06/1945 27/04/1948       | Progressiste-conservateur               | George Drew (1943-1948)                                              |                                                                          |                                 |
| 23e (1948)             | 02/06/1948 06/10/1951       | Progressiste-conservateur               | George Drew (1943-1948)                                              |                                                                          |                                 |
| 23e (1948)             | 02/06/1948 06/10/1951       | Progressiste-conservateur               | Thomas Laird Kennedy (1948-1949)                                     |                                                                          |                                 |
| 23e (1948)             | 02/06/1948 06/10/1951       | Progressiste-conservateur               | Leslie Frost (1949-1961)                                             |                                                                          |                                 |
| 24e (1951)             | 22/11/1951 02/05/1955       | Progressiste-conservateur               |                                                                      |                                                                          |                                 |
| 25e (1955)             | 09/06/1955 04/05/1959       | Progressiste-conservateur               |                                                                      |                                                                          |                                 |
| 26e (1959)             | 11/06/1959 16/08/1963       | Progressiste-conservateur               |                                                                      |                                                                          |                                 |
| 26e (1959)             | 11/06/1959 16/08/1963       | Progressiste-conservateur               | John Robarts (1961-1971)                                             |                                                                          |                                 |
| 27e (1963)             | 25/09/1963 05/09/1967       | Progressiste-conservateur               |                                                                      |                                                                          |                                 |
| 28e (1967)             | 17/10/1967 13/09/1971       | Progressiste-conservateur               |                                                                      |                                                                          |                                 |
| 29e (1971)             | 21/10/1971 11/08/1975       | Progressiste-conservateur               |                                                                      |                                                                          |                                 |
| 29e (1971)             | 21/10/1971 11/08/1975       | Progressiste-conservateur               | Bill Davis (1971-1985)                                               |                                                                          |                                 |
| 30e (1975)             | 08/09/1975 29/04/1977       | Progressiste-conservateur               |                                                                      |                                                                          |                                 |
| 31e (1977)             | 09/06/1977 02/02/1981       | Progressiste-conservateur               |                                                                      |                                                                          |                                 |
| 32e (1981)             | 19/03/1981 25/03/1985       | Progressiste-conservateur               |                                                                      |                                                                          |                                 |
| 32e (1981)             | 19/03/1981 25/03/1985       | Progressiste-conservateur               | Frank Miller (février à juin 1985)                                   |                                                                          |                                 |
| 33e (1985)             | 02/05/1985 31/07/1987       | Libéral (Coalition avec le NPD)         | David Peterson (1985-1990)                                           | Progressiste-conservateur : Frank Miller, Larry Grossman                 |                                 |
| 34e (1987)             | 10/09/1987 30/07/1990       | Libéral (majoritaire)                   | David Peterson (1985-1990)                                           | NPD : Bob Rae                                                            |                                 |
| 35e (1990)             | 06/09/1990 28/04/1995       | NPD (majoritaire)                       | Bob Rae (1990-1995)                                                  | Libéral : Robert Nixon, Murray Elston, Jim Bradley, Lyn McLeod           |                                 |
| 36e (1995)             | 08/06/1995 05/05/1999       | Progressiste-conservateur (majoritaire) | Mike Harris (1995-2002)                                              | Libéral : Lyn McLeod, Dalton McGuinty                                    |                                 |
| 37e (1999)             | 08/06/1999 05/05/2003       | Progressiste-conservateur (majoritaire) | Mike Harris (1995-2002)                                              | Libéral : Dalton McGuinty                                                |                                 |
| 37e (1999)             | 08/06/1999 05/05/2003       | Progressiste-conservateur (majoritaire) | Ernie Eves (2002-2003)                                               | Libéral : Dalton McGuinty                                                |                                 |
| 38e (2003)             | 19/11/2003 05/06/2007       | Libéral (majoritaire)                   | Dalton McGuinty (2003-2013)                                          | Progressiste-conservateur : Ernie Eves, Bob Runciman, John Tory          | Alvin Curling, Michael A. Brown |
| 39e (2007)             | 29/11/2007 01/06/2011       | Libéral (majoritaire)                   | Dalton McGuinty (2003-2013)                                          | Progressiste-conservateur : John Tory, Tim Hudak                         | Steve Peters                    |
| 40e (2011)             | 22/11/2011 02/05/2014       | Libéral (minoritaire)                   | Dalton McGuinty (2003-2013)                                          | Progressiste-conservateur : Tim Hudak                                    | Dave Levac                      |
| 40e (2011)             | 22/11/2011 02/05/2014       | Libéral (minoritaire)                   | Kathleen Wynne (2013-2018)                                           | Progressiste-conservateur : Tim Hudak                                    | Dave Levac                      |
| 41e (2014)             | 02/07/2014 08/05/2018       | Libéral (majoritaire)                   | Progressiste-conservateur : Jim Wilson, Patrick W. Brown, Vic Fedeli |                                                                          | Dave Levac                      |
| 42e (2018)             | 11/07/2018 03/05/2022       | Progressiste-conservateur (majoritaire) | Doug Ford (2018-présent)                                             | NPD : Andrea Horwath                                                     | Ted Arnott                      |
| 43e (2022)             | 8/08/2022 03/05/2022        | Progressiste-conservateur (majoritaire) | Doug Ford (2018-présent)                                             | NPD : Peter Tabuns, Marit Stiles                                         | Ted Arnott                      |
| 44e (2025)             |                             | Progressiste-conservateur (majoritaire) | Doug Ford (2018-présent)                                             | NPD : Marit Stiles                                                       |                                 |